# Dream "A" live
『Dream "A" live』（ドリーム ア ライブ）は、日本の男性アイドルグループ・嵐の通算8枚目となるオリジナル・アルバム。2008年4月23日にジェイ・ストームから発売された。

## 解説
前作『Time』から9ヶ月で発売されたオリジナルアルバム。なお、オリジナルアルバムの夏以外での発売は、デビューアルバム『ARASHI No.1〜嵐は嵐を呼ぶ〜』以来のこと。前作同様、初回限定盤・通常盤で発売。初回限定盤には、メンバー5人それぞれのソロ曲を収録した特典CDを付属。通常盤には、ボーナストラック「Once Again」を追加収録。タイトルは、松本潤が「Dream」を、櫻井翔が「A live」を提案。それらをくっ付けて「Dream "A" live」となった。
2020年2月7日より、通常盤収録曲のデジタル配信およびサブスクリプション配信が解禁された。
2021年7月16日より、初回限定盤収録曲が、6thベスト・アルバム『ウラ嵐BEST 2008-2011』に収録され、デジタル配信、及びサブスクリプション配信が解禁された。

## チャート成績
前作に引き続きオリコン週間アルバムチャートで首位を獲得。初動売上はデビューアルバム「ARASHI No.1〜嵐は嵐を呼ぶ〜」以来に20万枚を突破。累計売上も同作以来に30万枚を突破し、初動売上、累計売上共に前作を上回り、この時点で嵐のアルバムとしては2番目の売上となった。また、オリコン月間アルバムチャートで首位を獲得。嵐全体としては4作目、アルバムでは初の月間首位獲得となった。なお、2008年年間オリコンアルバムチャートで30位にランクイン。2008年に発売したジャニーズ事務所のアーティストのアルバムの中では最高位となった。

## 収録曲

### Disc 1
1. theme of Dream "A" live（inst.） [1:43]
作曲・編曲：ha-j
2. Move your body [3:17]
作詞：HYDRANT、Rap詞：櫻井翔、作曲：Mike Rose、編曲：ha-j
3. Happiness [4:17]
  - 20thシングル
4. 虹の彼方へ [4:58]
作詞：みうらともかず、Rap詞：櫻井翔、作曲：吉川慶、編曲：鈴木雅也
5. Do my best [4:20]
作詞・作曲：youth case、編曲：北川吟
  - NHK総合『グッと!スポーツ』テーマソング[3]
6. シリウス [4:38]
作詞：UNITe、作曲：小林建樹、編曲：石塚知生
7. Flashback [4:39]
作詞：小川貴史、Rap詞：櫻井翔、作曲：今井晶規、編曲：安部潤
8. Dive into the future [4:11]
作詞：UNITe、作曲：Mattias Hakansson・Carl Utbult・Anton Malmberg、編曲：岩田雅之
9. 声 [4:26]
作詞：小川貴史、作曲：多田慎也、編曲：NAOKI-T
10. My Answer [3:59]
作詞・作曲・編曲：笹本安詞、Rap詞：櫻井翔
11. Life goes on [4:41]
作詞：多田慎也、作曲・編曲：岩田雅之
12. Step and Go [4:47]
  - 21stシングル
13. YOUR SONG [5:03]
作詞・作曲：杉山勝彦、編曲：高橋哲也
  - 嵐出演 環境庁「観光立国ナビゲーター 観光大使 Arashi Message from Japan」CMソング
14. Once Again [4:21]
作詞：Wonderland、Rap詞：櫻井翔、作曲：Alfred Tuohey・Thanh Bui、編曲：CHOKKAKU
通常盤のみ収録。

### Disc 2
※初回限定盤のみ
1. Hello Goodbye [3:56] - 相葉雅紀
作詞・作曲：100+、編曲：石塚知生
2. Gimmick Game [3:34] - 二宮和也
作詞・作曲：二宮和也、編曲：ISB・二宮和也
3. Take me faraway [4:31] - 大野智
作詞・作曲・編曲：R.P.P.
4. Naked [5:16] - 松本潤
作詞：潤・廣田由佳、作曲・編曲：吉岡たく
5. Hip Pop Boogie [4:10] - 櫻井翔
作詞：櫻井翔、作曲：COUNT FORCE
2015年開催「ARASHI BLAST in Miyagi」では「Hip Pop Boogie Chapter Ⅱ」として、歌詞を変えたバージョンを披露した。

## 映像作品
シリウス
- ARASHI AROUND ASIA 2008 in TOKYO

Hello Goodbye
- ARASHI AROUND ASIA 2008 in TOKYO
- ARASHI アラフェス'13 NATIONAL STADIUM 2013

Gimmick Game
- ARASHI アラフェス NATIONAL STADIUM 2012

Take me faraway
- ARASHI AROUND ASIA 2008 in TOKYO
- ARASHI アラフェス'13 NATIONAL STADIUM 2013

Hip Pop Boogie
- ARASHI AROUND ASIA 2008 in TOKYO
- ARASHI アラフェス'13 NATIONAL STADIUM 2013
- ARASHI BLAST in Miyagi（Hip Pop Boogie Chapter Ⅱ）